# Lista de personagens de Tom & Jerry
Lista de personagens de Tom e Jerry.

## Tom(Thomas Jasper "Tom" Cat, Sr.)
Tom adora perseguir o rato Jerry mas, quase toda vez que tenta capturá-lo, vive se esborrachando, apanhando ou se metendo em encrencas. Em algumas situações, ele convive amigavelmente com Jerry.

## Jerry(Gerald Jinx "Jerry" Mouse)
Simpático rato, o qual costuma fugir do Tom, enquanto são inimigos. Jerry adora queijo e também aprontar com o Tom. Uma das características do Jerry é sua esperteza. Em quase todas às vezes se dá bem. E em algumas situações convive amigavelmente com o Tom.

## Spike Buldogue(Spike Bulldog)
O buldogue que vive na casa do Tom. Em quase todas as suas aparições, aparece defendendo o Jerry do Tom (mas isso não significa que sejam amigos), ou simplesmente batendo nele quando o Jerry apronta, mostrando ser alguém que julga a aparência (pra ele, Jerry é inofensivo por ser pequeno). Spike e seu filho, Tyke já tiverem seus próprios episódios (num deles, um cão vira-lata malandro tenta fugir da carrocinha e pôr o Spike em seu lugar, já que, cães sem coleira serão recolhidos. Em outro, os donos da casa dão uma saída, e cabe a Spike não deixar o gato preto Butch entrar, que quer fazer uma festa com os amigos). E num dos episódios do desenho The Tom and Jerry Comedy Show (produzido pela Filmation), Spike e o cão Droopy são operários de construção, sendo chefiados por Slith (Wolf), personagem criado por Tex Avery que geralmente era adversário de Droopy, seja quando pratica atos ilícitos ou impróprios ou tenta fugir da prisão, seja quando ambos disputam o amor da bela Red. Quando Droopy e Spike são incumbidos de finalizar uma obra de construção em tempo recorde no dia seguinte, Droopy se torna vítima do sonambulismo, o que faz com que Spike o ponha para fazer todo o trabalho, enquanto dorme. No final, Droopy ganha do patrão o direito de folgar o resto do dia, enquanto Spike se dá mal. Spike nunca apareceu nos episódios produzidos Rembrandt Films, mas faz algumas aparições no episódio "Matinee Mouse", produzido pela Sib Tower 12 Productions, neste episódio, assim como no episódio "Shutter Bugged Cat", também da Sib Tower 12 Productions, são reaproveitadas cenas de desenhos antigos, mas no final, surge uma cena inédita com o Spike, ao lado do Tom e do Jerry), continuou aparecendo em uma revista própria de quadrinhos, primeiro pela Dell Comics e depois pela Golsd Key Comics, selo da Western Publishing.
Na versão para quadrinhos, Spike foi chamado de Pimpão no Brasil, e sua cor de pele é marrom, ao invés de cinza (como no original).

## Tyke Buldogue(Tyke Bulldog)
O filhote do Spike acaba sendo vítima de algumas brigas entre o Tom e o Jerry, o que leva o pai a querer bater no Tom. Dependendo das histórias, Tyke pode ser um bebê ou uma criança. Na versão para revista em quadrinhos publicada no Brasil, Tyke é chamado de Biluca, e assim como o pai, sua pele é na maioria das vezes de cor marrom (ao invés de cinza, como no desenho).

## Espeto (Tuffy, também conhecido como Nibbles)
O sobrinho de Jerry de fraldas rende muitas confusões, enquanto seu tio é perseguido pelo Tom. Faz as pazes com o Tom, num episódio em que, o Jerry tenta ensiná-lo a fugir de gatos, aprontar com eles, dribá-los e descobrir quando eles vão aparecer. Mas, tudo dá errado pois, no final, o Espeto vira amigo do Tom, e o Jerry é obrigado a ficar quieto, com o Espeto ensinando que, gatos e ratos devem ser amigos. O Tom (com um sininho dado pelo Espeto, que deveria servir para saber quando o Tom se aproxima, pelo barulho) concorda, mas o Jerry não. E noutro episódio específico, Espeto e outro ratinho (enviados para a toca do Jerry, vindos do orfanato) decidem brincar de índios, causando confusão com o Tom, e quase causando confusão também com Spike, o Buldogue. No final, todos fazem as pazes com o Tom, que ao fumar um cachimbo de índio, engole a fumaça. Espeto também já foi mandado à casa do Jerry pelo orfanato, no dia de Ação de Graças, tendo toda a comida da mesa, e no final, tendo sido alimentado pelo Tom (que, de tanto bater no traseiro do Espeto, deixou-o dolorido, e o Tom apanhou do Jerry, que o obrigou a alimentar o Espeto).

## Butch
Criado por Tex Avery como um antagonista de Droopy chamado Spike, seu nome foi mudado para Butch, apareceu no filme Tom and Jerry: The Magic Ring onde é chamado de Butch, no mesmo filme, o gato preto de mesmo nome foi chamado de Alley Cat.

## Butch, o Gato Preto (Butch, the Black Cat)
O maior rival do Tom, no que diz respeito a capturar o Jerry ou conseguir namoradas, mas às vezes aparece como amigo de Tom. Normalmente, os dois se dão mal em proporções iguais, enquanto tentam pegar o Jerry. Aparece em vários episódios e um deles é o "Baby Butch", no qual aparece como Bebê.

## Corisco/Relâmpago, o Gato Alaranjado (Lightning)
Outro que, de quando em quando tenta pegar o Jerry, também tendo de encarar o Tom e suas artimanhas pela frente.

## Amigos do Tom
Um grupo de gatos de rua, entre eles um filhote, os quais normalmente se divertem com o Tom ou à custa dele (particularmente, em situações que envolvem o Jerry).

## Quaker
Quando o Tom não persegue o Jerry, ele pode estar perseguindo outras presas, como o patinho Quaker. Sempre que, o Quaker se mete em encrencas ou em algum perigo, seu amigo Jerry vem salvá-lo, nem sempre com resultados totalmente positivos. Após o fim da série original, o Quaker ganhou seu próprio desenho. Um dos episódios com este pato mais engraçado é um em que, ele (dentro do ovo) sem querer (e sem perceber) escapa do ninho, e vai parar embaixo do Tom, assim pensando que, o Tom é sua mãe (o Jerry tentou convencê-lo de que não, mas não adiantou, e ele achou que, o Tom queria dar banho nele, mas o Tom queria era comê-lo). Após inúmeras tentativas de comer o patinho, Quaker descobre que o Tom realmente queria come-lo, e decidiu se entregar e isso comoveu o Tom, amolecendo o duro e frio coração do gato que passou a ser a mãe do Quaker, indo nadar com ele na água, e imitando o som dos patos. Também já apareceram no desenho a mãe do patinho Quacker (que, no final, teve suas penas traseiras raspadas pelo Tom, com um cortador de grama, o que levou sem marido a fazer o mesmo com o Tom), e os amigos do patinho, que voavam para o Sul (Quaker era o único que não conseguia voar, mas após muito tentar e se machucar, conseguiu voar, com a ajuda do Tom - que desistiu de persegui-lo, e do Jerry). No curta # The Duck Doctor, as penas dele mistura tonalidades de cinza, verde, vermelho e branco. É o único curta em que, sua penugem não é amarela, sem qualquer explicação oficial para isto.
Quaker serviu de inspiração para o Yakky Doodle, criado por William Hanna e Joseph Barbera em sua própria produtora, a Hanna-Barbera Productions.

## Galinha (Hen)
Num episódio ambientado numa fazenda, o Tom tenta pegar o Jerry, mas este se esconde no ninho de uma galinha, o que faz com que, ela pense que ele está querendo seus ovos. No final, o Tom acidentalmente corta a cauda da galinha, que faz o mesmo com o Tom, que acaba emburrado (ao menos, a galinha pôde usar um espanador na cauda, enquanto o Tom teve de enfaixar a dele, mas ficou nitidamente visível o corte).

## Os donos do Tom
Um casal que mostrou o rosto pela 1ª vez em alguns episódios, muito simpáticos, que vivem obrigando o Tom a tentar capturar o Jerry. Mas, quando o Tom bagunça muito a casa, ou por causa de uma armação de Jerry, seus donos se irritam e o punem, podendo até mesmo expulsá-lo de casa. A Wanner Bros confirma que a Empregada da casa de Tom e as donas femininas do Tom são a mesma pessoa, pois ambos amam o Tom e exigem que Tom capture o Jerry.

## Mammy Two Shoes
Uma senhora afro-americana que aparece em muitos episódios clássicos e é reconhecida por sempre aparecer com o rosto escondido acima da tela. Embora ela frequentemente apareça trabalhando tomando conta da casa a série nunca deixou explícito sobre ela ser a dona da casa ou apenas uma empregada, visto que a personagem tem inspiração em empregadas negras norte-americanas, porém ela nunca é vista aparecendo com seus patrões e em alguns episódios como Fantasias de Gato é mostrado que Tom convive com ela em sua casa. Muitas vezes se irrita com as trapalhadas de Tom quando ele tenta capturar Jerry chegando a ser castigado por ela no ponto de até expulsá-lo de casa.
Por ela ser considerado um estereótipo racial das empregadas negras (mammy) a personagem foi removida da série com o tempo dando espaço a outros donos pro Tom, em uma das retransmissões de um dos curtas clássicos inclusive ocorreu uma alteração na animação substituindo ela por uma mulher branca e o mesmo acontece na animação Tom & Jerry Tales onde ela é redesenhada como uma mulher branca chamada Mrs. Two Shoes que não é vista fazendo trabalhos domésticos.

## Garotinha ruiva
Em alguns episódios, uma garotinha ruiva é a dona do Tom. Ela obriga o Tom a se vestir de bebê, com fraldas e tudo, e também a tomar mamadeira e óleo de rícino, o que leva Jerry e os gatos amigos e inimigos do Tom a zombarem dele.

## Frufru, a Gatinha (Toodles Galore)
Uma gatinha de pêlo branco por quem Tom é apaixonado.

## Jeannie, a babá (Jeannie, the Babysitter)
Toda vez que, a babá do nenê do filho dos donos da casa do Tom aparece para o serviço, vai logo para o telefone, conversar com as amigas, num sinal de que não se preocupa com o bebê, acreditando que irá permanecer sossegado no berço. Então, o bebê sai do berço sozinho, indo para fora da casa. Quando Tom e Jerry tentam agarrar o bebê e levá-lo de volta ao berço, o Tom apanha da babá, que pensa que, ele está aprontando com o bebê. Num destes episódios, um policial acaba prendendo os dois, acusados de quererem sequestrar o bebê, só pra descobrir que eles falavam a verdade quanto ao sumiço do bebê, pois o viu andando na rua.

## Primo Músculo (Muscles Mouse)
O primo musculoso do Jerry, que aparece às vezes para bater no Tom. No filme animado Tom e Jerry: O Anel Mágico, ele não aparece como seu primo, mas como um valentão, junto de outro rato, maltratando o Espeto.

## Primo George (George Cat)
O primo medroso do Tom, que se assusta facilmente com ratos, mas acaba ajudando Tom a espantar Jerry da casa

## Tio Pecos (Pecos Pest)
O tio violeiro de Jerry. Tom tem medo dele pois, cada vez que quebra uma corda de seu violão, Pecos logo corre para usar um dos fios do bigode do Tom, em substituição à corda quebrada. Num dos episódios de Tom and Jerry Tales, Pecos retorna, voltando depois para casa com sua esposa (uma vaqueira humana, que é gorducha, grandalhona e loira).

## Vaqueiro dono do Tom
Nos episódios situados no Oeste dos EUA, o dono do Tom é um vaqueiro, que só alimenta o Tom se, ele conseguir se livrar do Jerry.

## Rato Napolitano (Napolitan Mouse)
Num episódio ambientado em Nápoles (cidade italiana), um ratinho napolitano aparece como sendo fã do Tom e do Jerry. No mesmo episódio, ele ajuda o Tom e o Jerry a se livrarem de alguns cães mal-encarados.

## Capitão de Navio
Noutro episódio, o Tom é o mascote de um grande navio de embarcação. O capitão do navio incube o Tom da desagradável tarefa de expulsar o Jerry do navio mas, o coitado do Tom só faz bagunça, sendo deposto no final.

## Bruxa Má (Wicked Witch)
Noutro episódio, Tom e Jerry acabam indo parar no castelo de uma bruxa verde, feia e má. A bruxa tenta fazer do Tom o seu mascote, e ele acaba quase sendo sepultado no cemitério, após fazer muita bagunça (leia-se: tentar capturar o Jerry). Por sorte, tudo não passou de um sonho. Algumas cenas deste episódio foram reaproveitadas, no episódio "Matinee Nouse", produzido pela Sib Tower 12 Productions.

## Urso Dançarino (Dancer Bear)
Noutro episódio, é oferecida uma gorda recompensa, a quem capturar o urso dançarino fugitivo do circo. Mas, ele só dança quando escuta música. Quando ele vai parar na casa do Tom, acaba por dançar com ele (contra a vontade do próprio, claro!), enquanto o gato tenta perseguir o Jerry. No final, os dois dançam sem parar.

## Leão Fugitivo (Fugitive Lion)
Noutro episódio, um leão foge do circo, pois sente saudades de sua terra natal, a África. Enquanto Jerry tenta esconder o leão dentro de casa, e pensar num meio de colocá-lo num barco que vá para a África, o mesmo leão ajuda o Jerry contra o Tom.

## Gatinha de pêlo cinza
Noutros episódios, o interesse romântico do Tom é uma gatinha de média estatura e pêlo cinza. Num deles, ela vai jantar com o Tom e o Jerry só atrapalha. Em outro, o Tom usa uma rede e um abajur para "montar" um terno e paquerá-la, mas no final, a roupa encolhe, e o Jerry fica com ela.

## Peixinho Dourado (Goldfish)
De quando em quando, o Tom tenta atacar o peixinho dourado de aquário, que vive na casa. Mas, o Jerry sempre está pronto para ajudá-lo.

## Canarinho Amarelo (Canary)
Em alguns outros episódios, o Tom tenta capturar o canário da casa, que geralmente vive numa gaiola. É mais um dos animais socorridos (ou auxiliados, dependendo do caso) pelo Jerry, na luta contra o Tom. Sua última aparição foi no episódio Matinee Mouse, produzido pela Sib Tower 12 Productions.

## Cãezinhos abandonados
Noutro episódio, surge um grupo de cãezinhos abandonados, em plena tempestade. Um deles se perde dos demais, indo parar na casa do Tom. Tom tenta se livrar dele a todo custo, mas o danado sempre volta, e sempre sendo protegido pelo Jerry. No final, o Tom fica com pena do filhote, passando frio e fome do lado de fora, e logo o deixa entrar. Em seguida, vêm os outros filhotes (de quem este filhote havia se separado), e entram na casa. Tom e Jerry dão leite a todos eles.

## Gatinho (Kitten)
Um dos amigos vira-latas do Tom. Em determinado episódio, o Tom tenta ensiná-lo a caçar ratos, mas no final, o Tom fica preso numa caixa de correio (indo em seguida apanhar do gatinho, que lhe bate no traseiro com um pedaço de pau), e o gatinho e o Jerry viram amigos. Ele é sempre visto usando uma tampa de lata de lixo como chapéu.

## Fluff, Muff e Puff
Três filhotes que aparecem de vez em quando e causam vários problemas para Tom, Jerry ou pros dois, o que os levam a cooperarem contra eles .Fluff é laranja, Muff é cinza e o Puff, preto.

## Meathead
Outro dos amigos do Tom, um gato cinza e magrelo, que gosta de fazer piadas com Spike, o Buldogue.

## Filhote de Pica-Pau (Baby Woodpecker)
Um filhote de Pica-Pau, que se perde de sua mãe, e pensa que, Jerry é sua mãe. Enquanto o Tom tenta pegar o Jerry, o filhote o protege do gato, mas acaba encontrando a verdadeira mãe no final. Aparece em dois episódios, sendo que, um deles (em CinemaScope) é refilmagem do primeiro (o original).Aparece no episódio "Hatch up Your Troubles"

## Jumbo
Um elefante fugitivo de um trem, que se perde da mãe, e faz amizade com o Jerry. Enquanto sua mãe não aparece, o filhote defende o Jerry do Tom, e no final, ele e sua mãe se disfarçam de ratos gigantes, para assustar o Tom.

## Foquinha (Baby seal)
Num episódio, esta foquinha foge do circo, e acaba fazendo amizade com o Jerry. Ao saber da recompensa pela captura da foca, o Tom tenta pegar o filhote, a todo custo. Porém, aos e disfarçar de foca, para tentar pegar o bebê, o Tom é confundido com ele, e levado ao circo. Tom ganha um peixe na boca, após imitar a foquinha no circo.

## Namorada do Jerry (Jerry's fiancé)
Num episódio, o Tom se joga numa estrada de um trem, pois sua namorada, Frufru (Toodles) preferiu ficar com o gato preto Jerry, e após o Jerry lamentar o fato, descobre que, sua namorada também o trocou por outro, assim se juntando ao Tom na estrada, quando vem o trem.

## Ratinho branco de laboratório (Laboratory's white little mouse)
Um ratinho branco foge do laboratório em que estava sendo estudado, em determinado episódio. Quando Tom e Jerry descobrem que, ele ingeriu elementos químicos, que podem fazê-lo explodir, o Tom se assusta, e o Jerry se pinta de branco, para enganar o Tom. Depois, o Tom descobre a farsa, mas também descobre que, o ratinho branco não oferece mais perigo, e que, não há mais chance de ele explodir. Então, ele pega o rato, e o põe para fora de casa, mas a casa toda explode.

## Diabinho (Little Devil)
Um diabinho (em forma de rato), que adverte ao Jerry dos perigos de o Tom estar apaixonado de novo. Ele se lembra que, toda vez que o Tom se apaixona, sobra pro Jerry mas, no final, tanto o Jerry como o diabinho se apaixonam também, e vão à luta.

## Deus (God)
Aparece (sua voz) no episódio em que, o Tom vai pro Céu, após ser atropelado por um piano, enquanto perseguia o Jerry. No Céu, há vários gatos recém-mortos, incluindo os filhotinhos Fluff, Muff e Puff e o próprio Butch, que morreu numa luta mortal contra um buldogue. Deus lhe diz que ele só entrará no Céu se conseguir fazer o Jerry assinar um certificado de perdão (por maltratá-lo). Tom tenta conseguir a assinatura (ele até tenta falsificá-la, mas Deus o adverte), até finalmente consegui-la, mas é tarde demais, o Tom já foi mandado pro Inferno, mas era tudo um sonho e, no final, Tom abraça e beija Jerry.

## O Diabo
Também do mesmo episódio em que Tom vai pro Céu e aguarda ansiosamente por sua chegada ao Inferno. Aparece na forma de um cão como o Spike.

## O Gavião (The Hawk)
Num episódio, Tom e um Gavião disputam o Jerry. Após várias tentativas frustradas em pegar o Jerry, Tom se disfarça de Gavião Fêmea. O que ele não contava era que, o Jerry fosse tentar aproximar o Tom do Gavião, atrapalhando tudo. No final, o Tom é obrigado a se casar com o Gavião, contra a própria vontade, e cuidar dos ovos.

## O Rei (The King)
O Rei aparece em todos os curtas em que, Jerry e Espeto são mosqueteiros (ou mousekeeters, no original). Na verdade, só foram dois curtas: The Two Mouseketeers (1952), e Touché, Pussy Cat! (1954). Nestes episódios, o Rei incube ao Tom a tarefa de pegar os ratos ladrões de comida mas, algumas vezes, o Tom acaba se dando muito mal (seja com o Rei, seja com os dois ratinhos). Ele re-aparece em "O Show de Tom e Jerry" onde manda Tom ainda a pegar os ratos ladrões de comida, mas se Tom falhar na tarefa nessa série, o Rei vai decapitar o Tom, vai rebaixar Tom para bobo da corte ou até vai prender Tom na masmorra.

## Formiguinhas (Ants)
Aparecem em dois curtas: Pup on a Picnic (1955) e Barbecue Brawl (1956). Elas disputam com o Tom pelo Piquenique de Spike e Tyke, ou o Churrasco dos dois. Embora o Jerry também tente atrapalhar tudo. No final, são elas quem levam a melhor, mas no caso do Piquenique, o Jerry foi embora com elas.

## Meathead, o Gato Vira-Lata
Aparece como rival do Tom, no curta Sufferin' Cats (1943), pela captura do Jerry. Após muita perseguição, os dois gatos acabam presos num portão de madeira de uma casa, apanhando do Jerry de paulada.

## Clint Clooper, o novo dono do Tom
Nos episódios produzidos pela Rembrandt Films, o dono do Tom é um gordão narigudo, rabugento e mal-humorado (chamado Clint Clooper), o qual adora pescar, caçar e fazer churrascos.

## Mulher magra de colar
Num dos episódios produzidos pela Rembrandt Films, Tom ganha temporariamente uma dona, mas é por pouco tempo. Após passar frio na rua e pedir ajuda ao Jerry, este concorda em deixá-lo entrar na casa em que o rato está. Porém, a dona da casa aparece, o que obriga o Tom a expulsar o Jerry da casa (para morar na casa e não passar mais frio). A mulher (cujo rosto não aparece) acaba aceitando ter o Tom como mascote, mas o Jerry decide se vingar, o que eventualmente faz com que, o Tom volte para as ruas. E quando o Tom pede ajuda ao Jerry de novo, este simplesmente lhe manda esquis e patins de gelo.

## Gatinha branca num cruzeiro
Noutro episódio da Rembrandt Films, Tom persegue o Jerry num porto marítimo, aonde sairá um cruzeiro. Ao entrar no navio, Tom se apaixona por ela, mas o Jerry bagunça tudo, e ela acaba ficando com outro gato. No final, o Tom volta a perseguir o Jerry.

## Gato laranja num cruzeiro
Aparece no mencionado episódio acima. Ele re-aparece no "Show de Tom e Jerry" onde incomoda o Tom com suas danças e Tom tenta ficar longe dele, mas Jerry sempre traz o gato laranja no lugar onde Tom está para que ele continue incomodar Tom.

## Gato com cérebro de cão
Noutro episódio da Rembrandt Films, um cientista louco troca os cérebros dos bichos, e duas das vítimas são um cão e um gato. Tom fica louco, ao notar que, o outro gato age como se fosse um cão. O "gato" e Jerry se tornam amigos.

## Cientista louco
Mencionado acima.

## Dick Moe
Noutro episódio da Rembrandt Films, surge uma baleia branca, chamada Dick Moe (nítida sátira à famosa baleia de ficção Moby Dick). O Capitão do navio em que, Tom é o mascote quer capturá-la, a todo custo, o que atrapalha as perseguições entre o Tom e o Jerry.

## Capitão de Navio, que persegue a baleia Dick Moe
Mencionado acima. Este capitão não fica quieto e em paz, até capturar a baleia Dick Moe. Mas, a baleia é muito rápida e esperta, o que deixa o capitão frustrado.

## Xerife do Oeste e seu assistente
Noutro episódio da Rembrandt Films, situado no Oeste Estadunidense, um xerife e seu assistente incubem o Tom de capturar o Jerry, conhecido como a ratoeira mais rápida do Oeste. Tom tenta pegar o Jerry, mas para variar, não consegue.

## Passarinho amarelo de capacete
Noutro episódio da Rembrandt Films, um passarinho amarelo de capacete se torna alvo das perseguições do Tom. Mas o que ele não sabia era que, o passarinho (que emite um ruído irritante para os ouvidos do Tom) era super rápido. No final, o Tom vai parar no alto de uma árvore, e o Jerry e o passarinho põem nele um selo, para mandá-lo pelo correio via aérea.

## Gato vira-lata
Em alguns episódios produzidos pela Sib Tower 12 Productions, o Tom tem um gato rival, um vira-lata magricelo, de pêlo laranja e orelhas pretas.

## Buldogue amarelo (Yellow Bulldog)
Em outros episódios produzidos pela Sib Tower 12 Productions, um buldogue amarelo ajuda o Jerry contra o Tom. Algumas vezes, o Jerry chama este buldogue, através de um apito. Às vezes, aparece como sendo um filhote de buldogue, mas pode ser que, este filhote seja apenas outro cão, da mesma raça. Detalhe: no episódio Much Ado About Mousing, Jerry decide comprar este cão, após ver uma foto dele no jornal. Mas, a foto era de um buldogue grande, e o buldogue era pequeno (e, no fim das contas, o filhote ajudou muito o Jerry). Do mesmo modo que, no episódio Purr-Chance to Dream, o Tom sonha com o buldogue, como sendo grandão e batendo nele, mas é só um filhote (mas, no final, ele pára de ter pesadelos com o cão).

## Rato sem nome (nameless mouse)
Noutro episódio produzido pela Sib Tower 12 Productions (The Year Of The Mouse), um rato sem nome ajuda o Jerry a aprontar com o Tom, usando uma cana de pesca, em cima do telhado da casa. No final, os dois acabam literalmente engarrafados.

## Gatinha de avental
Noutro episódio produzido pela Sib Tower 12 Productions, o Tom tenta dar a uma gatinha branca de avental o Jerry de presente, para que ela o coma. Mas, ela se nega a comê-lo pois, se afeiçoou a ele e, então passa a protegê-lo do Tom. No final, o Tom aparece todo dolorido mas, a gatinha finalmente sente vontade de comer o Jerry, que corre assustado.

## Moça loira, dona do Tom
Aparece rapidamente num episódio produzido pela Sib Tower 12 Productions, quando ela traz um filhote de gato para morar na casa, deixando o Tom (que fazia o Jerry de escravo) enciumado e disposto a se livrar do bicho (tendo de enfrentar a resistência do Jerry). A Wanner Bros confirma que essa dona do Tom é mesma Empregada do Tom dos primeiros episódios.

## Mágico Tio do Jerry (Jerry's Magician Uncle)
Aparece num único episódio da Sib Tower 12 Productions, indo visitar o Jerry. Após imobilizar o Tom, todos os ratos e canários, e mais um peixinho que ele engoliu saem da boca dele. Tom acaba por fazer as pazes com o tio do Jerry (o qual conta com a ajuda de seus coelhos brancos mágicos, que saem de sua cartola preta), após apanhar de várias mágicas dele.

## Tubarão (Shark)
Aparece em alguns poucos episódios da Sib Tower 12 Productions e parece servir como um substituto de Spike. Num episódio, Tom persegue o Jerry numa encosta marítima, aonde tem uma fábrica de peixe enlatado. Várias vezes, o Tom cai na água, e na última vez, é salvo pelo Jerry, mas após agradecê-lo, volta a persegui-lo (mas, o Jerry se vinga, se passando pelo tubarão e perseguindo o Tom). Noutro, o Tom vai à praia surfar, e acaba encarando o tubarão em determinadas cenas, além de encontrar uma estrela do mar que lhe gruda no rosto. No final, a prancha bate no tubarão, mas o Tom acaba engolindo-a, o que faz com que o Jerry surfe nele. E noutro episódio, o Jerry namora uma peixinha dourada, mas como o Tom só atrapalha a relação dos dois, o Jerry manda trazerem o tubarão para casa, para afastar o Tom. Porém, o tubarão põe os dois para correr, e depois, entra no aquário e namora a peixinha.

## Peixinha Dourada (Female Goldenfish)
Num dos episódios da Sib Tower 12 Productions, é a namorada do Jerry. Como já descrito acima, o Jerry traz um tubarão para casa, para expulsar o Tom, mas o próprio Jerry acaba expulso, e a peixinha fica com o tubarão. Ela re-aparece em "O Show de Tom e Jerry" onde Tom continua a ameaçar a come-la, mas Jerry acaba impedindo com sucesso fazendo Tom se dar mal. 

## Comandante de Navio (Ship Commander)
Noutro episódio da Sib Tower 12 Productions, Tom persegue o Jerry num porto marítimo, por onde passam um navio e seu comandante. Cada vez que passa o comandante, o Tom deve continência a ele. No final, o Tom cai dentro do mar, indo o Jerry a se vestir de comandante e fazer a marcha. O Comandante re-aparece em "O Show de Tom e Jerry" mandando Tom a cuidar do navio e não permitir a entrada de penetras e ratos (incluindo Jerry) no navio porque senão Tom poderá lavar pratos nos próximos 3 meses.

## Gato-Robô e Rato-Robô (Robot-Tom and Robot-Jerry)
Aparecem nos três curtas situados no Espaço Futurista, produzidos pela Sib Tower 12 Productions. Eles aparecem estiveram em: O-Solar Meow (1967), Guided Mouse-ille (1967) e Advance and Be Mechanized (1967). Em ambos os episódios, o Tom controla um Gato-Robô, para deter um Rato-Robô, comandado pelo Jerry (um dos objetivos deste Rato-Robô é roubar o queijo da Patrulha em que, o Tom faz ronda, mas o Gato-Robô é mais rápido e esperto). No primeiro caso, os Robôs param de brigar, e após o Tom mandar o Jerry para a Lua e atirar com sua arma para o alto (como comemoração), o Tom é obrigado a consertar os estragos feitos na Estação Espacial, enquanto o Jerry se enche de Queijo na Lua. Já no segundo caso, os Robôs param de brigar, e Tom e Jerry acabam retornando à Pré-História, onde o Tom volta a perseguir o Jerry, no intuito de comê-lo. E no terceiro, os Robôs passam a controlar Tom e Jerry no final, como se ambos fossem os Robôs (os verdadeiros Robôs cansaram de serem escravizados, a troco de só apanharem um do outro, que é o que ocorre no final com Tom e Jerry).

## Fada-Madrinha do Jerry (Jerry's Godmother Fairy)
Aparece noutro episódio da Sib Tower 12 Productions. Quando o Jerry reclama que é maltratado pelo Tom para a sua fada-madrinha, ela lhe dá uma poção da invisibilidade, para aprontar com ele. No final, Jerry corta o pêlo do Tom, mas acaba voltando ao normal, o que faz com que o Tom também corte o pêlo do Jerry (e os dois passam a rir um do outro).

## Elefante de Circo (Circus Elephant)
Noutro episódio da Sib Tower 12 Productions, Tom persegue Jerry até um circo, onde Jerry faz amizade com um elefante, após lhe tirar um espinho de sua pata. A partir daí, os dois viram amigos, e o elefante passa a proteger o Jerry do Tom. No final, o Jerry vira palhaço de circo, e o Tom acaba se dando mal, ao tentar usar dinamite contra os dois (que acabou explodindo no Tom).

## Cão São-Bernardo (Saint-Bernard Dog)
Aparece num único curta da Sib Tower 12 Productions; dando bebida ao Tom para que ele possa se recuperar durante o frio; enquanto persegue o Jerry. Ao final, o Tom acaba saltitando pela água; de tão bêbado que ficou. 

## Cãozinho Vermelho
Num episódio da Hanna Barbera dos anos 70 Tom e Jerry devem entregar um cofre numa casa em que, o mascote é um cãozinho vermelho. O cãozinho impede a encomenda de chegar lá, de todas as formas, principalmente latindo pelas costas deles, dando uma risadinha infame, mas não só a encomenda chega lá, como também a casa desce ladeira abaixo, para maior felicidade de Tom e Jerry.

## Leão Ferido
Noutro episódio da Hanna Barbera, Tom e Jerry devem ajudar um leão de zoológico com um espinho na pata. Após muita dificuldade, os dois conseguem ajudá-los, mas os outros bichos do zoológico também pedem ajuda a eles (cada qual com um problema diferente), o que faz com que os dois saiam correndo assustados.

## Pé Grande
Apesar do nome, é um homenzinho baixinho com pés grandes que viva na floresta onde Tom e Jerry são auxiliares de lenhadores. Na verdade ele queria ser guarda florestal e acabou conseguindo, sendo capaz de apagar uma fogueira bem rápido apenas pisando.

## El Tor0, O Terrível
Tido como o touro mais terrível e feroz do México, acabou sendo salvo de se afogar por Tom e Jerry. Em gratidão, quando Tom teve que tourear, El Toro fingiu ser feroz pra ajudá-lo. Infelizmente, El Toro se machucou e só pôde assistir e torcer pra Tom se sair bem.

## O Detestável
Embora El Toro seja o mais feroz do México, o Detestável não fica muito atrás, sendo como o nome diz, o pior de todos. Acabou sendo pego por acidente por Tom e quando El Toro se feriu, foi ele que o substituiu, mas terminou derrotado assim mesmo.

## Oficial Cat
Bela gatinha designada para acompanhar Tom e Jerry em seu carro patrulha 6 7/8. Mostra um jeito meigo e delicado, mas também muito forte e obstinada no cumprimento do dever. Mesmo tendo feito praticamente tudo sozinha, deixou que Tom e Jerry levassem todo o crédito.

## Super Capa
Super herói que faz paródia do Superman. Por algum motivo, perdeu a coragem e agora conta com Tom e Jerry pra livrar a cidade de perigosos bandidos, entre eles o Bolichão, Galia, o Bigode e a Gordinha, que morre de amores pelo Super Capa. Ao final, ele desiste de ser herói e vira alfaiate, deixando Tom e Jerry como os novos heróis da cidade. 

## Abel e Silvio
Duas formigas fugitivas de um laboratório, sendo que Abel tomou uma super poção de crescimento e tem uma fome enorme. Ao final, engole o antídoto na forma de um pão doce e volta ao normal, mas Tom também consome o pão e encolhe junto.

## Cãozarrão
Cão de estimação do gigante do pé de feijão que tentou pegar Tom e Jerry, mas de tanta confusão teve que fugir e acabou ficando com eles.

## Gatinhos Laranjas
Seis gatinhos deixados na casa de Tom e Jerry, mas que Spike não deixava entrar(achando que se tratava de um só). Se espalharam pela casa, deixando Spike quase que enlouquecendo. Ao ir embora, descobre que eram seis em vez de um e passa a cuidar deles.

## Gato Cósmico e Rato Meteoro
Dupla de super heróis da TV que vieram em socorro de Tom e Jerry quando estavam sendo perseguidos por Spike. Ao final, fazem Spike deixa-los em paz. Gato Cósmico tem a seguinte frase de efeito: "Supimpa Zoom".

## Cão-Astro
Principal inimigo do Gato Cósmico e do Rato Meteoro,  aparece numa cena onde aprisiona os dois heróis. Depois de ver o Cão-Astro, Spike passa a gostar do programa, torcendo por ele.

## Maioral
Estátua com forma de cão da raça do Spike. Na verdade um computador usado pelo tirânico rei do Planeta dos Cachorros pra controlar seus súditos e faze-los odiar gatos e ratos. Ao final, Tom e Jerry destroem o computador e libertam o povo do tirano.

## Competidores da Corrida de Barcos
Rivais de Tom e Jerry na corrida de barcos da Flórida, faziam de tudo pra vencer a prova, incluindo trapacear. São eles: Intrepidênio em seu Barco Aéreo, o Senhor Nêvio e o Comandante Sugênio. 

## Menina loira
Garota loira com um laço vermelho que cuida do Tom Jr., bajulando-o e elogiando-o por ser o gatinho mais fofo de todos, sempre arrumando-o pra ficar bem bonito. Tanta dedicação faz às vezes mostrar outro semblante dela, uma criatura de pele verde língua bifurcada e uma voz cavernosa.

## Pugssy e Frankie Da Flea
Respectivamente um cão de rua e uma pulga. Pugssy vive na rua há dois anos desde que seus donos se mudaram e o deixaram pra trás, onde conheceu Frankie, uma pulga com sotaque francês. Conheceram Tom e Jerry e procuraram ensinar a eles o valor de serem amigos se quisessem se dar bem. Depois de fugirem dos pega-vadios, pegaram um trem pro oeste e ficaram contentes de saber como Tom e Jerry se saíram bem juntos.

## Allleycats
Um bando de gatos vadios formados por um baixinho que lidera o grupo, seguido por um grandão e 3 quase trigêmeos. Tentam pegar Tom, mas acabam sendo despistados por Jerry.

## Robyn Starling
É uma garotinha loira que ficou amiga do Tom e Jerry. Sua mãe havia morrido quando ela era criança e seu pai havia desaparecido, o que fez com que ela fosse adotada pela Figg, que sempre a chama de orfã. Herdeira bilionária que fugiu de sua malvada tutora Figg e acabou por acaso encontrando Tom e Jerry, que a ajudaram na busca por seu pai. No final, depois de reencontrar o pai, leva Tom e Jery pra morar com ela.

## Tia Pristine Figg
É a tutora de Robyn e apenas finge ser uma boa pessoa. Na verdade é uma tremenda gananciosa que só quer dinheiro e adora ser tão malvada quanto pode. Seus planos de obter a fortuna de Robyn vão por água graças a Tom e Jerry. A única coisa que liga mais do que dinheiro é a própria vida. 

## Ferdinand
Cão bassê mascote de Figg. Só quer saber de comer. De tão gordo, precisa de um skate pra se locomover.

## Lambe Botas (Lickyboot)
Advogado da família Starling, não passa de uma cobra traiçoeira. Tão ambicioso quanto Figg, trabalha junto a ela pra conseguir o dinheiro dos Starling. É cheio de esquemas e planos diabólicos, entre eles oferecer 1 milhão de dólares pelo retorno de Robyn, mas obviamente ele e Figg não tem esse dinheiro. 

## Dr. J. "Sweetface" Applecheek
Dono de um abrigo de animais perdidos, parece ser uma boa alma que visa o bem-estar dos animais, mas é um trapaceiro que rouba animais pra devolver aos donos em troca de recompensas. Quando fica sabendo da "recompensa" por Robyn, decide ir atrás dela pelo dinheiro, mas acaba se dando mal.

## Pega-Vadios
Dupla de mascarados  que trabalhava por Doutor Applecheek pegando animais pra ele. Quando o Doutor se recusou a dividir a recompensa por Robyn com eles, o deixam e agem por conta própria. Acabam enganados e presos na roda gigante por Tom e Jerry.

## Capitão Kiddie
Dono de um parque de diversões cheio de falas de marinheiro, encontrou Robyn e cuidou dela. Foi um grande artista (segundo ele mesmo) no passado e mostra ser um bom homem, mas infelizmente a ambição falou mais alto quando soube da recompensa por Robyn. Também acabou entrando pelo cano graças a Tom e Jerry.

## Squawk
Papagaio marionete que sempre acompanha o Capitão Kiddie . É muito falador e bem vivo para um fantoche (até come) e cheio de críticas para com o Capitão. Sugere-se que o Capitão seja esquizofrênico e manifesta sua segunda personalidade em Squawk.

## Daddy Starling
Pai de Robyn, é muito amoroso e dedicado à filha. Desapareceu numa avalanche no Tibete, mas reaparece vivo e vai em busca de Robyn quando ela foge de casa. Finalmente a reencontra e a salva, juntamente com Tom e Jerry.  

## Rato Morcego (Mouse-Bat)
Em alguns episódios do desenho mais recente, um rato morcego branco (quase um sósia do Jerry, tirando o fato de ser branco e ter asas) auxilia o Jerry contra o Tom. Num destes episódios, o Jerry se maquiou de branco, para que, ele e seu amigo rato morcego assustassem o Tom.

## O Velho Sábio (Ancient Wise One)
No último episódio feito para o Cinema (produzido pela Warner Bros. Animation), um velho ancião ensina o Jerry a lutar karatê, e se defender do Tom. Neste episódio, o Tom enfrenta um guerreiro cão-de-guarda (muito similar ao Spike), que aparece toda vez que, o Jerry toca um instrumento similar a uma bumba (muito usado pelos orientais em treinamento). No final, o Tom chama um grupo de gatos exterminadores (comandados pelo gato preto Butch), mas todos são derrotados pelo cão-de-guarda (que os transforma em Paintballs), e o Tom é obrigado a se submeter ao Jerry e ao cão-de-guarda, trazendo pipoca para eles, enquanto vêem o vídeo com os gatos, após estes terem apanhado.

## A Liga dos Gatos e A Liga dos Ratos (The Cats League and The Mice League)
Num episódio de Tom and Jerry Tales, Tom se une a um grupo chamado A Liga dos Gatos, na intenção de ter ajuda para pegar o Jerry. Ao final, Jerry arruma um grupo com um número muito maior de membros: A Liga dos Ratos, derrotando de vez todos os gatos.

## O cão Droopy (Droopy Dog)
Droopy foi criado por Tex Avery em uma série própria na MGM, em 1980 ganhou um segmento na série The Tom and Jerry Comedy Show das Filmation, ganhou um outro segmento em Tom & Jerry Kids de 1990, onde ganhou um filho, Dripple, que gerou um spin-off em 1993, Droopy, Master Detective, apareceu também em Tom and Jerry: The Movie de 1992, Tom and Jerry Tales (2006-2008), Tom and Jerry: The Magic Ring, Tom and Jerry Meet Sherlock Holmes, Tom and, Jerry & The Wizard of Oz, Tom and Jerry: Robin Hood and His Merry Mouse, Tom and Jerry's Giant Adventure e Tom and Jerry: Spy Quest.

## O Urso Barney (Barney Bear)
Assim como Droopy, o Urso Barney era um personagem de outra série da MGM,  sua volta foi no segmento de Droopy em The Tom and Jerry Comedy Show, também apareceu nos filmes Tom and Jerry Meet Sherlock Holmes, Tom and Jerry: Robin Hood and His Merry Mouse e Tom and Jerry's Giant Adventure.

## Bocoió (Slith ou McWolf)
Outro personagem criado por Tex Avery para os curtas da MGM, aparecia sozinho e nos curtas do Droopy, também voltou na série da Filmation, Tom & Jerry Kids e Droopy, Master Detective. Aparece no filme Tom and Jerry Meet Sherlock Holmes, em Tom and Jerry: Robin Hood and His Merry Mouse existem lobos parecidos com ele.

## Senhorita Vavoom
Personagem do segmento Droopy e Dripple de Tom Jerry Kids e de seu spin-off Droopy, Master Detective, baseada na personagem Red do curta Red Hot Riding Hood, de Tex Avery e Preston Blair. Ela é muito sedutora e ela sempre usa diferentes penteados. Ela sempre é conquistada por Droopy e na maioria das vezes é o maior alvo de Bocoió. Às vezes ela é chamada Bubbles Vavoom, Ultra Vavoom, Sugar Vavoom, etc. Outras personagens inspiradas em Red aparecem Tom and Jerry Tales (a loira Senhorita Shapely) e nos filmes Tom and Jerry Meet Sherlock Holmes, Tom and Jerry: Robin Hood and His Merry Mouse e Tom and Jerry's Giant Adventure.

## Esquilo Maluco (Screwy Squirrel)
Também criado por Tex Avery para uma série própria, voltou em um segmento de Droopy, Master Detective. Até o momento, apareceu em apenas um longa-metragem de Tom and Jerry, Tom and Jerry's Giant Adventure.